# Ударение в русском языке
Ударе́ние в ру́сском языке́ в слове по своему структурному типу является свободным, или разноместным (может падать на любой слог слова), и подвижным (при словоизменении и словообразовании может переноситься с одной морфемы на другую), а по своему компонентному составу характеризуется как качественно-количественное (реализуется увеличением длительности и усилением тембральных характеристик ударного гласного). Ударение в речевом такте (синтагме) и фразе производится за счёт усиления ударения последнего слова в составе такта и фразы.
Словесное ударение в русском языке сопровождается количественной и качественной редукцией безударных слогов.

## Характеристика

### Словесное ударение

#### Компоненты ударения
Долгое время в русистике считалось, что русское словесное ударение является динамическим (или силовым, экспираторным). Основным его фонетическим компонентом, как полагали ранее, была сила/интенсивность произношения ударного гласного, которая выражалась в большей громкости его звучания в сравнении со звучанием безударных гласных. В ходе экспериментов, в которых исследовались акустические свойства звуков ударного слога, выяснилось, что громкость гласного во многом зависит от его собственных характеристик и от его позиции в словоформе. Громкость произношения гласного зависит от его подъёма (наибольшую силу и громкость имеет гласный нижнего подъёма [а], гласные среднего подъёма [е] и [о] произносятся с меньшей интенсивностью, наименее громко произносятся гласные верхнего подъёма — [и], [ы], [у]) и ряда (гласные заднего ряда [у] и [о] более громкие, чем гласные переднего ряда [и] и [е]). По громкости произношения гласные в русском языке располагаются по возрастающей: [и] — [ы] — [у] — [е] — [о] — [а]. Также на громкость произношения гласного влияет его место в словоформе — в начале слова его громкость наибольшая, в конце слова — наименьшая.
В настоящее время в русской фонологии принято считать, что выделение ударного гласного производится за счёт увеличения тембра, длительности и силы/интенсивности произношения ударного гласного в разных соотношениях. При этом важнейшей характеристикой ударного гласного признаётся его особый тембр (качество). Во фразе, которую приводил Л. В. Щерба, «ˈВот ˈбрат ˈвзял ˈнож» ударными воспринимаются гласные во всех слогах, несмотря на то, что здесь отсутствует контраст по длительности и интенсивности с безударными слогами. Главным признаком ударности в этом случае выступают качественные характеристики гласных: отсутствие редукции гласного [а] и наличие гласных [о] и [˙а], которые в русском языке не могут находиться в безударном положении.
Частым компонентом ударного слога является также бо́льшая длительность гласного по сравнению с длительностью безударных гласных. Как и степень проявления силы/интенсивности (громкости) ударного гласного степень проявления длительности не бывает одинаковой. Причём между длительностью и интенсивностью установлены компенсаторные отношения: длительность ударного гласного увеличивается, если его место находится ближе к концу словоформы и, наоборот, интенсивность произношения ударного гласного падает от максимальной в начале словоформы до минимальной — на последнем слоге словоформы. Длительность и сила ударного гласного зависят также от синтагматических и фразовых условий — после паузы и перед паузой в начале синтагмы и фразы ударный гласный выделяется наибольшей силой, конец синтагмы и фразы — наибольшей длительностью. Поэтому в зависимости от целого ряда условий ударный гласный может быть в ряде случаев менее громким, чем безударный, или менее долгим, чем безударный. Так, например, в словах воˈда и сукˈно ударный гласный и громче, и длиннее безударного, так как находится в конечном слоге и является более низким по подъёму; в словах траˈвы и моˈгу безударный гласный, более низкий по подъёму, произносится громче ударного, но короче по длительности. В слое пиˈли несмотря на то, что в обоих слогах гласные одинаковые, гласный конечного слога произносится интенсивнее своего порога громкости. Также в слове паˈли, несмотря на то, что гласный первого слога произносится громче, так как является более низким по подъёму, гласный конечного слога произносится выше порога громкости и потому воспринимается как ударный.
Поскольку словесное ударение в русском языке определяют тембр и длительность (как наиболее регулярный компонент в сравнении с силой/интенсивностью) его характеризуют как качественно-количественное ударение. 

#### Редукция безударных гласных
В результате сокращения длительности безударных гласных происходит количественная редукция гласных, которая, в свою очередь, ведёт к качественной редукции.

#### Структура
Ударение в русском языке является свободным, или разноместным, — может ставиться в любом месте от края словоформы: на первом слоге (ˈберег, ˈкачество, ˈвысказаться), на втором слоге от начала слова (хоˈлодный, обˈщественный), на последнем слоге (голоˈва, величиˈна, перепровеˈрять), на предпоследнем слоге (раˈзумный, безразˈличный), на третьем слоге от конца слова (правˈление, госуˈдарственный) и т. д., а также на любой части слова: на основе (ударение на приставку — ˈвыдать, на корне — ˈгород, на суффиксе — перевеˈзённый) и на флексии (увезˈла). Наиболее часто русское ударение падает на слог, расположенный ближе к центру и ко второй половине слова.
Разноместность русского ударения в некоторых случаях является единственным способом различения разных слов или разных форм слова: ˈзамок и заˈмок, ˈжаркое и жарˈкое, муˈка и ˈмука, ˈпущу (винительный падеж единственного числа слова пуща) и пуˈщу (1-е лицо единственного числа настоящего времени глагола пустить), ˈруки (именительный и винительный падеж множественного числа слова рука) и рукˈи (родительный падеж единственного числа слова рука), ˈзимы (именительный и винительный падеж множественного числа слова зима) и зиˈмы (родительный падеж единственного числа слова зима).
Также ударение в русском языке считается подвижным, так как в разных словоформах одного и того же слова ударение может ставиться на разные морфемы: ˈголовы, гоˈлов, голоˈва; ˈдело, деˈлами; рубˈлю, ˈрубит. Вместе с тем значительное число слов в русском языке характеризуется неподвижным ударением, сохраняющимся во всех словоформах на одной и той же морфеме (ˈбуква, ˈбуквы, ˈбукве, ˈбукву, ˈбуквой…, стереˈгу, стереˈжёшь, стереˈжёт, стереˈжём, стереˈгут…).
Подвижность ударения может служить вспомогательным средством, сопровождающим аффиксацию, при образовании и различении грамматических форм. Например, словоформа ˈгор-у (винительный падеж единственного числа слова гора) образована при помощи флексии -у и дополнительно перемещением ударения с флексии на основу: ˈгор-у, но гоˈр-а, гоˈр-ы , гоˈр-е, гоˈр-ой.
В словоизменении все словоформы в зависимости от места ударения разделяют на две категории. Первую образуют словоформы с ударением на основе — с наосновным, неконечным ударением (доˈрог-а, ˈголов-у), вторую — с ударением на флексии — с конечным ударением (береˈг-ут, доˈм-ами). В категории словоформ с ударением на основе, в свою очередь, выделяют словоформы с ударением на первый слог основы (ˈмаленьк-ий) и с ударением не на первый слог основы (хоˈрош-ий). В составе последних различают словоформы с ударением на средний слог (наˈкормленн-ый) и на последний слог (оскорбˈлённ-ый). При этом считается, что словоформы с односложной основой условно имеют ударение на первый слог (ˈгор-ы).
В категории словоформ с конечным ударением выделяют словоформы с разным типом ударения в двусложных флексиях. Различают группы слов, у которых ударение во всех словоформах падает на первый слог флексии (поˈл-ями, на поˈл-ях; втоˈр-ого, втоˈр-ому; ˈн-ами), на второй слог флексии (ник-оˈго, ник-оˈму) и на разные слоги (тво-еˈго, но тво-ˈими).
Отдельную группу составляют словоформы с неразличением наосновного и конечного ударения. В неё включают словоформы с неслоговыми основами (зл-ой, тк-у) и словоформы с нулевыми флексиями (стол-ø, был-ø). В таких словоформах ударение на основе или флексии является вынужденным. Для них применимо понятие «условное ударение», которое может не совпадать с действительным. Например, считается, что условное ударение в словоформе кот-ø является ударением на флексии, поскольку во всех словоформах слова кот без нулевой флексии отмечается постоянное конечное ударение: коˈт-а, коˈт-у, коˈт-ом, о коˈт-е, коˈт-ы, коˈт-ов, коˈт-ам, коˈт-ами, о коˈт-ах. Аналогичным образом условное ударение считается конечным в словоформах слов-ø, цвёл-ø, хоˈрош-ø, поскольку в остальных словоформах не с нулевыми флексиями ударение ставится на флексию: слоˈв-ам, цвеˈл-о, хороˈш-о.

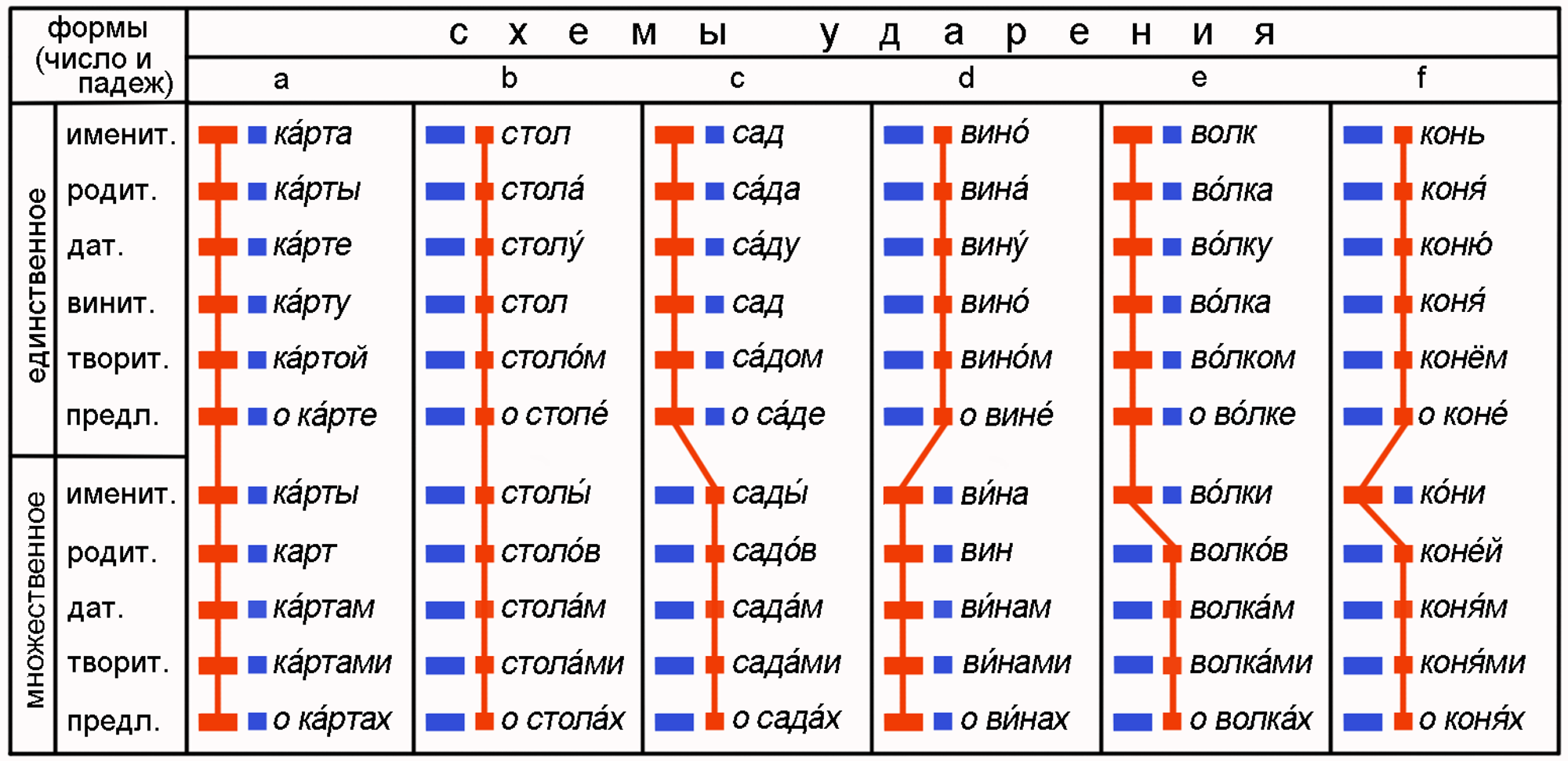
Основные схемы ударения в субстантивном склонении (по А. А. Зализняку)

По одинаковым позициям места ударения в словоформах изменяемых слов определённой части речи в русском языке выделяют акцентные типы. Они характеризуют классы словоформ с неподвижным ударением на основе, с неподвижным ударением на флексии и с подвижным ударением, в котором отмечаются различные комбинации ударных основ и ударных флексий. У небольшой группы слов в русском языке возможна также подвижность ударения в пределах основы: ˈозеро, ˈозеру — оˈзёра, оˈзёрам. Акцентные характеристики словоформ разных акцентных типов могут полностью не совпадать друг с другом по всей парадигме (акцентный тип с постоянным ударением на основе и акцентный тип с постоянным ударением на флексии: спор, ˈспор-а, ˈспор-у… и стол, стоˈл-а, стоˈл-у…), могут отличаться половиной парадигмы (акцентный тип существительных с постоянным ударением на основе или флексии и акцентный тип с ударением на основе в полупарадигме единственного числа и ударением на флексии в полупарадигме множественного числа или с ударением на основе в полупарадигме множественного числа и ударением на флексии в полупарадигме единственного числа: ˈкарт-а, ˈкарт-ы, ˈкарт-е…ˈкарт-ы, карт, ˈкарт-ам… и ˈмор-е, ˈмор-я, ˈмор-ю…моˈр-я, моˈр-ей, моˈр-ям…), а также могут отличаться ударением только в одной словоформе (акцентный тип с ударением на основе в полупарадигме единственного числа и ударением на флексии в полупарадигме множественного числа и акцентный тип, отличающийся от указанного ударением в форме именительного падежа множественного числа: сад, ˈсад-а, ˈсад-у… и волк, ˈволк-а, ˈволк-у…но саˈд-ы и ˈволк-и).
Основные акцентные типы русского языка могут обозначаться по разному. Так, например, в издании «Русской грамматики» 1980 года выделяются основные акцентные типы, которые обозначаются как A, B, C и D. Акцентные типы, имеющие отличия от основных, обозначаются дополнительными цифровыми индексами, например, для существительных — это B1, B2, C1, D1. Для прилагательных и страдательных причастий прошедшего времени, имеющих краткие формы, применяется двойное обозначение акцентного типа, например, A/B, в котором левая часть указывает на акцентную характеристику полных форм прилагательных и причастий, а правая, называемая акцентным подтипом — на характеристику кратких форм. В работах по русской акцентологии А. А. Зализняка основные акцентные типы обозначаются, например, для субстантивного склонения как a, b, c, d, e, f, а второстепенные как bˈ, dˈ, fˈ, fˈˈ. В работах Л. Л. Касаткина схемы ударения субстантивного склонения обозначаются, как AA, AB, AC.
Акцентные характеристики слов русского языка приводятся в орфоэпических и толковых словарях русского языка, акцентологические нормы в русском словообразовании приводятся в «Грамматическом словаре» А. А. Зализняка.

#### Вариативность
Ударение является индивидуальным признаком для каждой отдельной словоформы и не может менять в ней места. Тем не менее, в русском языке отмечаются случаи различного ударения в одной и той же словоформе, которые возникают, например, при отступлении от нормативного языка:
- ударение в просторечных вариантах: наˈчал при нормативном ˈначал; маˈгазин — магаˈзин; поˈложил — полоˈжил;
- ударение в диалектных вариантах: ˈбрала при нормативном браˈла, соˈлит — ˈсолит, волˈки — ˈволки;
- ударение в вариантах, характерных для профессиональной речи: комˈпас при нормативном ˈкомпас, шприˈцы — ˈшприцы, оˈсужденный — осужˈдённый.

Кроме этого, разное ударение в одной и той же словоформе может отражать семантические и стилистические различия: ˈхаос «неупорядочное пространство, существовавшее до возникновения мира» — ˈхаос/хаˈос «беспорядок, неразбериха»; деˈвица, ˈшёлковый (стилистически нейтральные слова) — ˈдевица, шелˈковый (слова, характерные для фольклорного жанра); ˈизбранный, ˈсудьбами (стилистически нейтральные слова) — изˈбранный, судьˈбами (слова, характерные для высокой, поэтической, архаизованной речи).
В некоторых случаях разное ударение в словоформе бывает не связано с какими бы то ни было различиями. К таким случаям относят сосуществование в литературном языке равноправных словоформ, имеющих, как правило, старый и новый тип ударения: ˈтворог и твоˈрог, ˈиначе и иˈначе, ˈобух и оˈбух. При этом один из вариантов может быть отмечен в словарях как предпочтительный (вклюˈчит), а другой как допустимый (ˈвключит). Исторические изменения, происходящие в результате закономерного развития акцентной системы русского языка, отражаются в изменении нормативного ударения. Норма ударения XIX века на флексию в словах каˈтит, даˈрит сменилась в современном языке нормой с ударением на основу и закреплена в нормативных словарях ˈкатит, ˈдарит. При этом слова с устаревшим ударением получили стилистическую окраску языка поэзии. Ряд слов с новым ударением широко распространены в живой речи, но нормативными признаются варианты с архаичным типом ударения.

#### Ударение в фонетическом слове
Ударение является признаком фонетического слова, которое представляет собой или одну ударную словоформу или сочетание ударной с одной или двумя безударными словоформами. Обычно в качестве ударной словоформы выступает знаменательное слово, а в качестве безударной — служебное слово.
В зависимости от позиции по отношению к ударной словоформе безударные называют либо проклитиками (находящимися перед ударной словоформой — на береˈгу, у теˈбя), либо энклитиками (находящимися после ударной словоформы — приˈдёт ли, узˈнать бы). Фонетическое слово может включать одновременно и энклитику, и проклитику — на береˈжок бы. Проклитиками являются главным образом односложные предлоги и союзы — за ˈгородом, на стоˈле, а ˈсколько, ни оˈни, ни ˈмы, к энклитикам, как правило, относят односложные частицы — оˈна-то ˈзнает, подойˈди-ка, ˈты ведь предупрежˈдал. Помимо односложных предлогов, союзов и частиц, как правило, безударными являются неодносложные предлоги из-за, из-под, изо, надо, обо, ото, передо, подо.
В ряде случаев безударной энклитикой может стать и знаменательное слово. Чаще всего ударение со знаменательных слов перетягивают на себя односложные предлоги и отрицательная частица не: ˈна берег, ˈна два, ˈпо три, ˈне был.

#### Второстепенное ударение
Наряду с основным ударением в русском языке в речевом потоке может возникать второстепенное (или побочное, ослабленное) ударение. Такое ударение отмечается прежде всего в сложных словах и в некоторых префиксальных словах. При наличии двух ударений второстепенное чаще всего находится ближе к началу словоформы, а основное ударение — ближе к концу: ваˌгоностроˈение, ˌземлеустˈройство, четыˌрёхˈстенок, но землетряˈсение, пароˈход; ˌмежконтиненˈтальный, внуˌтриотраслеˈвой, ˌсверхзвукоˈвой, но междунаˈродный.
Кроме этого, в русском языке имеются группы так называемых слабоударяемых словоформ. В речевом потоке слабоударяемыми, как правило, являются предлог ˌкроме, двусложные и трёхсложные предлоги, образованные из наречий (ˌпосле, круˌгом, вокˌруг, наˌпротив, ˌмежду, ˌперед, попеˌрёк, ˌчерез); односложные союзы как и раз; двусложные и трёхсложные союзы (хоˌтя, когˌда, ˌесли, ˌсловно, едˌва); относительные слова, указывающие в придаточном предложении на один из членов главного (в коˌтором, что, отˌкуда, куˌда, где); личные местоимения и притяжательные местоименные прилагательные (меˌня, моˌей, у неˌго); простые числительные в сочетании с существительными (ˌдва чаˈса, без десяˌти ˈпять); формы глаголов быть и стать (был, ˌстало); немногосложные слова с различного рода модальными значениями (отˈправился ˌбыло вчеˈра); вводные слова (оˈна, ˌможет быть, согˈласна); слово брат при фамильярном и дружеском обращении (ˈты, ˌбрат, не серˈдись).